# المرز اند
latitudeالمرز اندlongitudeالمرز اند
المرز اند (به انگلیسی: Elmers End) یک ناحیه در لندن است که در منطقه بروملی لندن واقع شده‌است.